# Wolfsburg
Wolfsburg ou Wolfsburgo é uma cidade independente da Alemanha localizada no estado de Baixa Saxônia, conhecida por ser a sede da empresa automobilística Volkswagen. Wolfsburg faz parte da região metropolitana de Hannover-Braunschweig-Göttingen-Wolfsburg.

## História

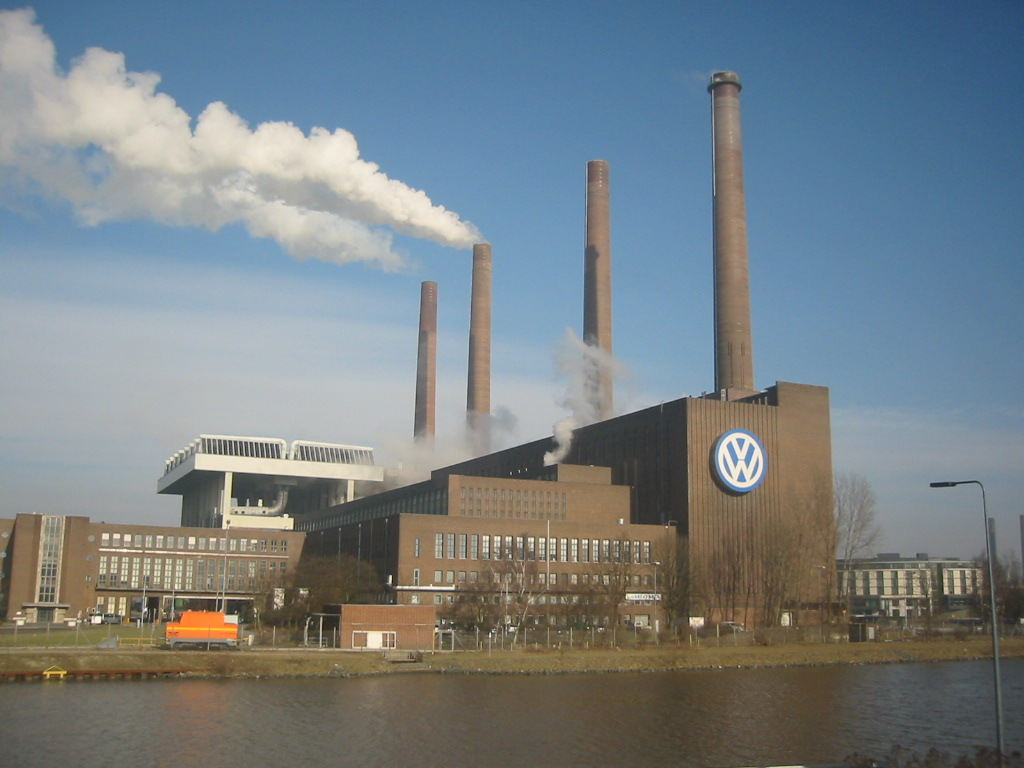
Fábrica da Volkswagen em Wolfsburg.

A cidade teve seu gênese em 1938, quando os nazistas que se viam no poder fundaram o município para servir de morada para os trabalhadores da então pequena fábrica da Volkswagen. Inicialmente batizada de Stadt des KdF-Wagen (Cidade dos Carros KdF), a cidade só foi rebatizada no fim do regime nazista, em 1945; vale a pena dizer que o nome Wolfsburg faz referência a terminologia "Wolf" que traduzindo significa lobo, como era conhecido Hitler (O lobo) no seu meio militar. Os nazistas colocaram esse nome (Wolfsburg) para homenagear Hitler. Em 1972, cidades vizinhas como Fallersleben foram incorporadas ao distrito.
Por ser uma cidade nova, Wolfsburg dispõe de pouquíssimas atrações históricas, sendo elas o castelo (Schloss Wolfsburg) fundado aproximadamente em 1300, o vasto jardim barroco localizado diante deste e a torre de pedra localizada nos arredores do castelo. Devido a esse fato, os principais pontos turísticos da cidade são o Wolfsburg Planetarium; a Autostadt, museu ao ar livre dedicado á história do grupo Volkswagen; a nova Volkswagen Arena, casa do time da primeira divisão da Bundesliga; a prefeitura com seus sinos e a rua principal da cidade, Porschestrasse, onde é possível encontrar de tudo.
Com o crescimento do setor turístico, a cidade passou a contar com o 5 estrelas Carlton-Ritz Hotel, que se localiza dentro das dependências da Autostadt. Na ponta sul da Porschestrasse está a Kulturhaus, um dos grandes museus da região. Além deste, Wolfsburg conta com o maior museu de ciência da Europa, o Phaeno Museum, inaugurado em 2005, projeto de 80 milhões de euros desenhada pela arquiteta Zaha Hadid e liderado pelo diretor-gerente Dr. Wolfgang Guthardt, abriga trabalhos de designers de todo o mundo, como o californiano  Joe Ansel. Dentro do museu, o público pode encontrar, permanentemente, mais de 250 obras interativas. Para se ter ideia do sucesso do lugar, em seus primeiros três meses de existência mais de 10.000 passaram por seus grandes salões.

## Geografia

### Demografia
Dentre os 121 158 habitantes da cidade de Wolfsburg, nota-se uma porcentagem significativa de pessoas com mais de 45 anos de idade, que correspondem a quase 50% da população. A cidade conta com um nível de desemprego em torno dos 11%, além disso, 10% de seu contingente humano é composto por estrangeiros vindos principalmente da Itália e da Polônia. Um fato que podemos ressaltar com surpresa é de que existem cerca de 140.000 veículos motorizados (carros, motos, caminhões, etc) na cidade, o que nos leva a uma média de mais de 1 veículo por habitante, contando que 20 mil habitantes são menores de idade e não tem licença para guiar, temos uma média de 1,4 veículos por habitante. Religiosamente, a população é principalmente composta por Luteranos e Católicos Romanos. Porém, muçulmanos também são vistos, já que na cidade há um centro de cultura islâmica.

### Clima
Wolfsburg, como todo o norte da Europa Central, conta com um clima temperado, ou seja, 4 estações bem definidas ao longo do ano. Em janeiro, o mês mais frio do ano, as mínimas variam entre -3C, e as máximas ficam em torno de 2C; nessa época do ano, as chuvas costumam acumular 53 mm e a neve é constante. A saber, temperaturas abaixo de -8 °C são freqüentes nessa época. Em julho e agosto, as temperaturas mínimas variam em torno de 13 °C, e as máximas ficam em 24 °C, com níveis de precipitação em torno de 62 mm. Temperaturas acima de 30 °C são comuns nesse período.

## Cultura

### Esportes

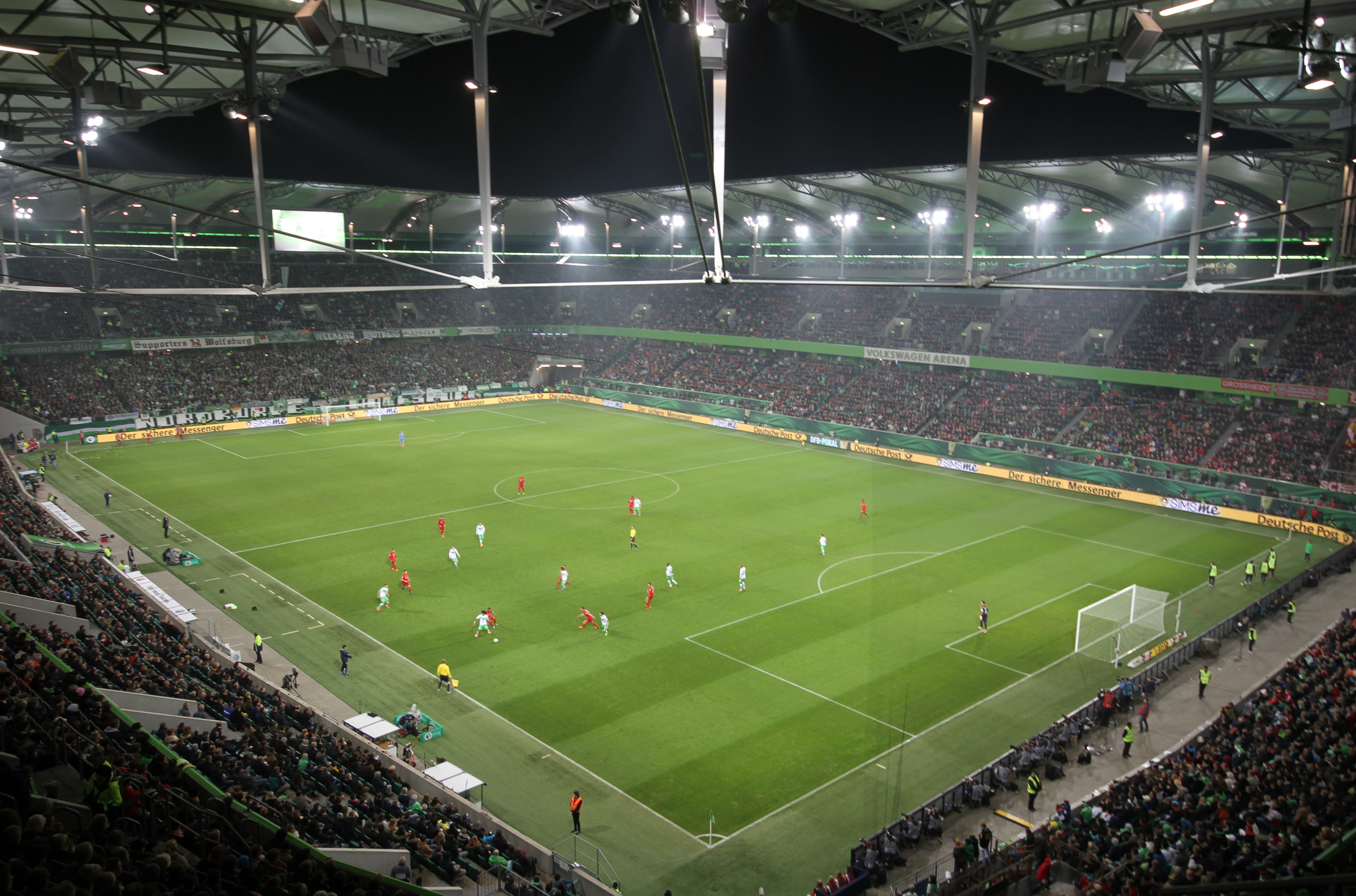
Volkswagen Arena.

Wolfsburg é a casa do clube de futebol da Fußball-Bundesliga VfL Wolfsburg fundado em 1945 que manda seus jogos no estádio Volkswagen Arena. Também é a casa do time de hóquei no gelo Grizzlys Wolfsburg que joga a Deutsche Eishockey Liga.